# Mordella capillosa
Mordella capillosa es una especie de coleóptero de la familia Mordellidae, que es parte de la superfamilia Tenebrionoidea. Fue descubierta en el año de 1945. Se encuentra en el estado de Colorado, EE. UU.